# Василёва
Василёва (устар. Васильевка) — река в России, протекает по Котласскому району Архангельской области. Длина реки составляет 17 км.
Начинается между истоками рек Христофанова, Путилиха, Берёзовка в еловом лесу. От истока течёт в восточном направлении, затем поворачивает на север и протекает через берёзовый лес. Устье реки находится в 30 км по правому берегу реки Вонгода на высоте чуть ниже 90 м над уровнем моря. Населённых пунктов на реке нет.
Основные притоки — Болотный (лв), Красный (пр), Посторонский Лог (лв).

## Данные водного реестра
По данным государственного водного реестра России относится к Двинско-Печорскому бассейновому округу, водохозяйственный участок реки — Северная Двина от впадения реки Вычегда до впадения реки Вага, речной подбассейн реки — Северная Двина ниже места слияния Вычегды и Малой Северной Двины. Речной бассейн реки — Северная Двина.
Код объекта в государственном водном реестре — 03020300112103000025537.